# 巨人之戰

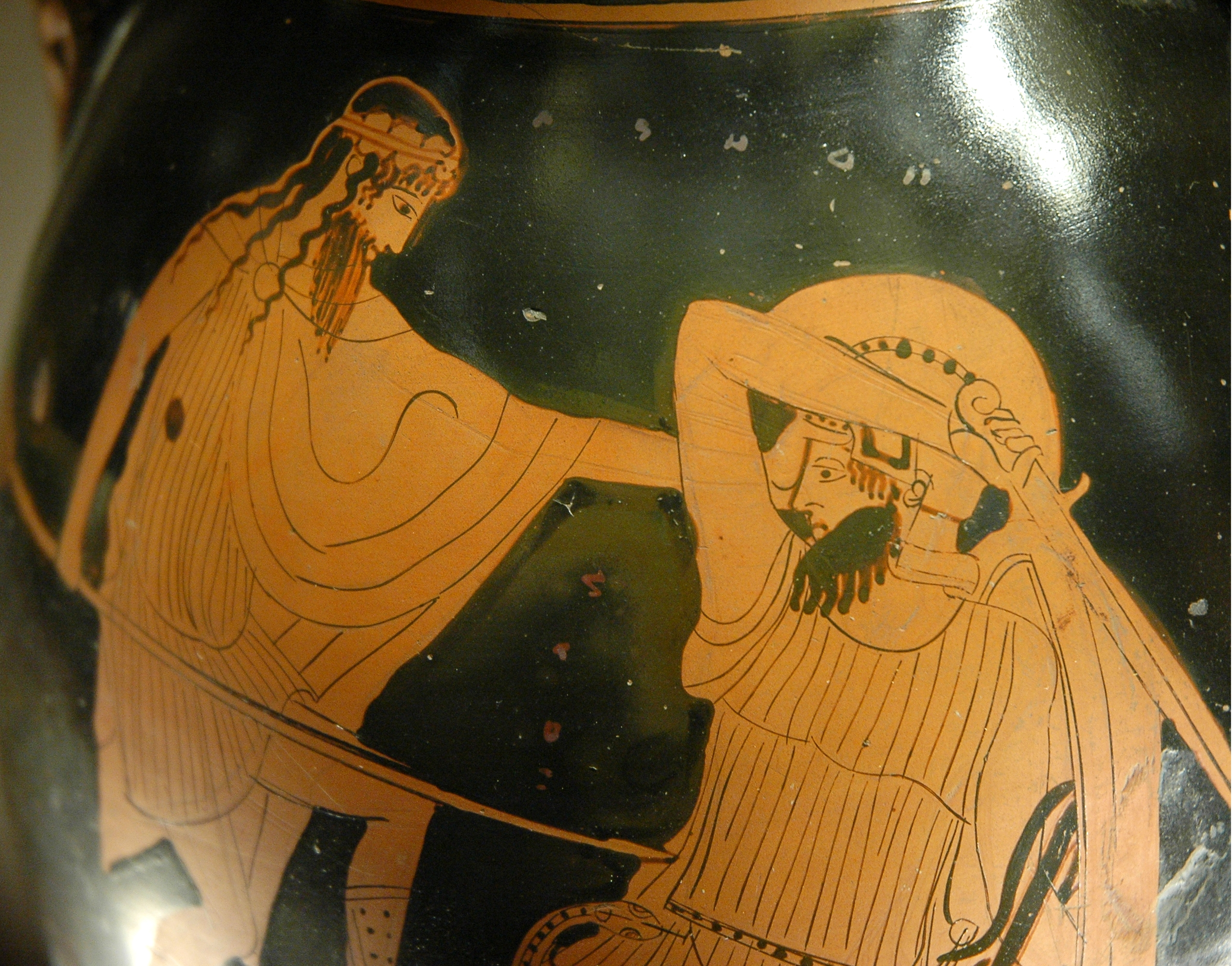
和巨人戰鬥的戴歐尼修斯

巨人之戰（Gigantomakhia）是希臘神話中，巨人族和奧林帕斯諸神為了爭奪宇宙的支配權而展開的大戰。最強的英雄海克力斯加入奧林帕斯方參戰。

## 概要
根據預言，奧林帕斯諸神若非借助人類之力，即使不敗也無法打倒巨人。因此宙斯和人類愛克美娜交合，生下海克力斯。蓋亞為了幫助巨人克服弱點，讓大地生長可成為不死之身的藥草，但是，宙斯早一步將藥草割取。
巨人開始進軍，投擲巨岩或山攻擊諸神。奧林帕斯諸神也開始迎擊，泰坦之戰以來的大戰再度展開。宙斯以雷霆不斷地擊倒巨人，無法戰鬥的巨人悉數成為海克力斯強弓的餌食。眾神也同時在奮戰，戴歐尼修斯以杖戰鬥、黑卡蒂投擲灼熱的炬火、雅典娜和波賽頓以火山或島壓碎巨人，最後海克力斯以強大的毒矢和怪力給予巨人致命的一擊，戰爭以諸神的勝利告終。
此戰之後，蓋亞生下強大的怪物泰風，和宙斯展開最後之戰。

## 脚注
1. ↑  Moore 1985, p. 21.